# 比勒陀利亞站

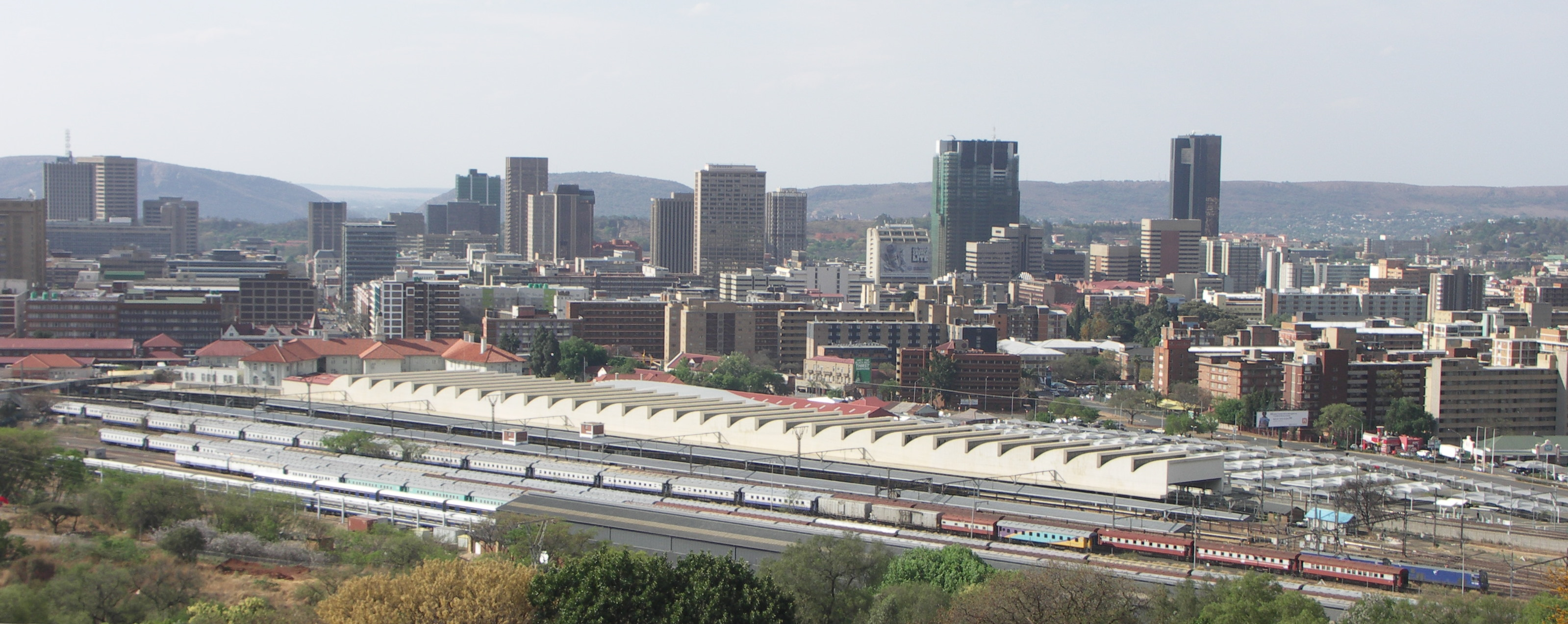
從薩爾伏科普望向車站

比勒陀利亞站是南非行政首都比勒陀利亞的中央車站。其位於比勒陀利亞的中心商業區與薩爾伏科普之間，在1910年重建的車站由赫伯特·貝克設計。其為通勤鐵路服務都市鐵路於豪登省北部的終點站之一，也是從約翰內斯堡到波羅克瓦尼和尼爾斯普魯特的城際服務索索洛扎美爾車站。比勒陀利亞亦為開普敦的豪華藍色列車服務的北面終點站。快速鐵路服務豪登列車的月台及軌道與主路線車站相鄰。

## 歷史
比勒陀利亞的第一個火車站由荷蘭–南非鐵路公司於1892年建成，其作為通往德拉戈灣（今馬普托）港口的西面終點站。1910年，在南非聯邦成立不久之前，德蘭士瓦殖民地政府決定花費大量資金為比勒陀利亞建造一個新的車站，而沒有將錢交給新的國家政府。新車站是赫伯特·貝克爵士設計的第一座公共建築。
2001年2月19日，信號故障導致比勒陀利亞的都市鐵路服務嚴重延誤。一些上班族由於延誤而感到憤怒，並在一個等候室內縱火，火從這個等候室蔓延到建築物的屋頂，然後坍塌。儘管結構本身得以保存，但幾乎所有的屋頂都被燒毀。修復工程耗資1,800萬蘭特，於2001年6月開始，並於2002年2月完工。

## 服務
從約翰內斯堡出發的城際服務索索洛扎美爾途經比勒陀利亞，通過波羅克瓦尼前往穆西納以及通過尼爾斯普魯特前往科馬提普特。通勤服務都市鐵路從比勒陀利亞出發，西至亞特山維爾，北至索肖古維和加-蘭古華，東至馬摩洛迪，而南則至約翰內斯堡公園站。豪登列車連接比勒陀利亞站與公園站，另一端則至比勒陀利亞以東的哈特菲爾德。
| 上一站                 | 索索洛扎美爾 | 索索洛扎美爾                  | 索索洛扎美爾 | 下一站                        |
| ---------------------- | ------------ | ----------------------------- | ------------ | ----------------------------- |
| 傑米斯頓往約翰內斯堡   |              | 約翰內斯堡–科馬提普特         |              | 第一工廠往科馬提普特          |
| 傑米斯頓往約翰內斯堡   |              | 約翰內斯堡–穆西納             |              | 金字塔往穆西納                |
| 上一站                 | 豪登列車     | 豪登列車                      | 豪登列車     | 下一站                        |
| 杉球恩往約翰內斯堡公園 |              | 南北線                        |              | 哈特菲爾德起訖站              |
| 上一站                 | 豪登都市鐵路 | 豪登都市鐵路                  | 豪登都市鐵路 | 下一站                        |
| 方提尼往約翰內斯堡     |              | 約翰內斯堡–比勒陀利亞         |              | 起訖站                        |
| 起訖站                 |              | 比勒陀利亞–薩烏爾思維爾       |              | 博斯曼街往薩烏爾思維爾        |
| 起訖站                 |              | 比勒陀利亞–馬保皮恩/德·威爾特 |              | 博斯曼街往馬保皮恩或德·威爾特 |
| 起訖站                 |              | 比勒陀利亞–皮亞納斯波爾特     |              | 米爾斯街往皮亞納斯波爾特      |

## 外部連結
- 维基共享资源上的相關多媒體資源：比勒陀利亞站